# Emberi Méltóságért
Az Emberi Méltóság Tanácsa azokat a személyeket részesíti Emberi Méltóságért kitüntetésben, akik hivatásuk gyakorlása mellett jelentős közéleti tevékenységet is kifejtettek. Megalakulásakor Oláh György Nobel-díjas kémikust tiszteletbeli elnöknek, Kányádi Sándor írót és Erdélyi Gézát, a Szlovákiai Református Keresztyén Egyház nyugalmazott püspökét alelnöknek, míg Szunai Miklóst, a Széchenyi Tudományos Társaság ügyvezető elnökét ügyvezető igazgatónak választották.

## Díjazottak
- Prof. Dr. Schweitzer József, nyugalmazott főrabbi
- Dr. Tamás Aladárné /Ilonka néni, a nemzet tanító nénije
- Furmann Imre jogász, költő
- Tőkés László, püspök, EP-képviselő
- Kozma Imre, a Magyar Máltai Szeretetszolgálat elnöke, az Irgalmasrend tartományfőnöke
- Törőcsik Mari, A Nemzet Színésze
- Kányádi Sándor, Kossuth-díjas író
- Jókai Anna, Kossuth-díjas író (2013)
- Duray Miklós, szlovákiai magyar politikus, író, egyetemi tanár
- Pásztor István elnök, Vajdasági Magyar Szövetség
- Buzánszky Jenő, az Aranycsapat tagja (2014)[2]
- Bodrogi Gyula, A Nemzet Színésze
- Demján Sándor, nagyvállalkozó
- Kóbor János, az Omega együttes énekese
- Benkő László, az Omega együttes billentyűse
- Wittner Mária, ’56-os szabadságharcos
- Böjte Csaba, ferences rendi szerzetes
- ifj. Sánta Ferenc, hegedűművész
- Varjú Imre atya[3]
- Jónyer István 4-szeres világbajnok asztaliteniszező (2018)[4]
- Fenyvesi Máté labdarúgó (2018)[5]
- Pénzes István orvos, aneszteziológus (2018)
- Balázs Fecó énekes, zeneszerző[6]
- Szörényi Levente énekes, zeneszerző (2020)[7]
- Karikó Katalin biokémikus (2021)[8]